# アカメ科
アカメ科 Latidae は、スズキ目の下位分類群の一つ。スズキに似た大型肉食魚のグループで、アフリカとインド太平洋から3属のみが知られる。
かつてはセントロポマス科 Centropomidaeのアカメ亜科 Latinae とされていたが、科階級に昇格した。

## 特徴
大きさは種類によって異なるが、スズキ目魚類としては大型種が多く、バラマンディとナイルパーチは全長2mに達することもある。口は大きく、下顎が上顎より前に出る。第一背鰭は3本目の棘条が1・2本目より長く三角形になる。また、体高が高く、尾鰭は円いものが多い。
アフリカの淡水域と、インド太平洋の沿岸域に分布する。アフリカ産では大地溝帯の限られた湖だけに生息する固有種が6種知られる。一方インド太平洋産は温暖な地方の海岸付近に生息し、塩分濃度の差を越えて河川と沿岸海域を往来する行動がみられる。食性は肉食性で、小魚や甲殻類など小動物を捕食する。
ほとんどが食用・釣りの対象として利用され、特にバラマンディとナイルパーチは周辺地域の重要な食用魚である。

## 構成種
- Hypopterus Gill, 1861
  - Hypopterus macropterus (Günther, 1859) - 西オーストラリア
- アカメ属 Lates 
  - バラマンディ L. calcarifer (Bloch, 1790) - 東インド洋・西太平洋熱帯域
  - アカメ L. japonicus Katayama et Taki, 1984 - 西日本太平洋岸の固有種（静岡県-種子島・屋久島）・環境省レッドリストEN（絶滅危惧IB類）
  - ナイルパーチ L. niloticus (Linnaeus, 1758) - アフリカ熱帯域・各地に移入されている
  - 他8種
- アカメモドキ属 Psammoperca Richardson, 1848
  - アカメモドキ Psammoperca waigiensis (Cuvier, 1828) - 東インド洋・西太平洋熱帯域
  - Psammoperca datnioides Richardson, 1848 - オーストラリア[2]